# Liste von Messern in der Lebensmittelerzeugung
In der Liste von Messern in der Lebensmittelerzeugung werden Berufsmesser aufgeführt, die als einzelne Schneidwerkzeuge in den Wirtschaftszweigen der Lebensmittelerzeugung Landwirtschaft, Fischerei und Jagd (Wirtschaftszweig A der NACE 2) verwendet werden.
| Name                    | Synonyme | Wirtschaftszweig                                 | Beschreibung / Maße / Varianten | Beispielbild |
| ----------------------- | --- | ------------------------------------------------ | --- | ------------ |
| Angelmesser             | |                                                  | siehe Anglermesser |              |
| Anglermesser            | Angelmesser | Fischerei (Hochseeangeln / Binnenfischerei)      | Arbeitsmesser, oft als großes Taschen- bzw. Klappmesser; zum Töten (Herzstich) der zuvor durch Schlag auf die Stirn betäubten Fische sowie zum Ausnehmen und Entschuppen direkt nach dem Fang; mit einer stabilen, flexiblen und spitz zulaufenden Klinge, teils ist die obere Klingenseite als Fischentschupper ausgebildet, während es bei Klappmessern dafür vielfach ein Zusatzwerkzeug gibt                                             |              |
| Aufbruchklinge          | Aufbruchmesser, Gekrösemesser | Jagd                                             | |              |
| Aufbruchmesser          | |                                                  | siehe Aufbruchklinge |              |
| Austernmesser           | Austernöffner | Fischerei (Austernfischerei und -zucht)          | zum Öffnen von Austern zwecks Kontrolle des Zustands usw.; im Unterschied zu den in der Fischverarbeitung und Gastronomie verwendeten Austernmessern meist in einfacher Form und ohne zusätzlichen Fingerschutz; mit kurzer, dicker Klinge mit einer scharfen Spitze |              |
| Austernöffner           | |                                                  | siehe Austernmesser |              |
| Baumreißer              | |                                                  | siehe Reißhaken |              |
| Billhook                | |                                                  | siehe Hippe |              |
| Bowiemesser             | | Jagd                                             | |              |
| Braxn                   | |                                                  | siehe Praxe (Schneitelung) |              |
| Cayul                   | | Landwirtschaft (zudem Kampfwaffe)                | |              |
| Erntemesser             | | Landwirtschaft                                   | prähistorischer Vorläufer und zeitweiliger Begleiter der Sichel, zur Ernte von Wildgetreide; aus geradem Holz oder Geweihstücken, mit mittels Harz o. ä. eingeklebten Feuersteinstücken |              |
| Filetiermesser          | | Fischerei                                        | zum Filetieren von (getöteten und ausgenommenen) Fisch direkt nach dem Fang; mit einer schmalen Form und einer langen, flexiblen Klinge mit spitz zulaufendem oder abgerundetem Ende |              |
| Finnenmesser            | |                                                  | siehe Puukko |              |
| Flensmesser             | Speckmesser | Fischerei (Walfang)                              | |              |
| Gartenhippe             | kleinste Variante der Hippe; auch: Gärtnerhippe                                                                                    | Landwirtschaft (Gartenbau, Baumschulen, Obstbau) | |              |
| Gärtnerhippe            | |                                                  | siehe Gartenhippe |              |
| Gekrösemesser           | |                                                  | siehe Aufbruchklinge |              |
| Genickfänger            | |                                                  | siehe Nicker |              |
| Gertel                  | Variationen der Hippe in der Schweiz, u. a. Schweizer Gertel (Bild), sowie weitere, teils regionale Ausformungen und Bezeichnungen | Land- und Waldwirtschaft (in der Schweiz)        | |              |
| Grindaknívur            | | Fischerei (Grindwalfang)                         | Jagdmesser der Färinger beim Grindwalfang, zur Durchtrennung des Rückenmarks zwecks Tötung des Tieres sowie zum Zerlegen des Tieres; mit einem Griff von 12 bis 15 cm Länge und einer 18–20 cm langen Klinge |              |
| Harzer-Messer           | |                                                  | siehe Harzhobel |              |
| Harzhobel               | Reißmesser, Harzer-Messer | Forstwirtschaft                                  | historisches Messer zur Harzgewinnung, zum Ziehen der V-förmigen Schnittrillen bei steigender Harzung; verschiedene Ausformungen, wie mit einem spitzwinkligen scharfkantigen Metallbogen und gegenüberliegend einer abgerundeten Stahlklinge an jeder Stirnseite eines Holzgriffes |              |
| Haubergsknipp           | |                                                  | siehe Knipp |              |
| Häutemesser             | |                                                  | siehe Skinner |              |
| Heppe                   | |                                                  | siehe Hippe |              |
| Hippe                   | | Land- und Waldwirtschaft, Forstwirtschaft        | |              |
| Hirschfänger            | (verwandt: Saufänger) | Jagd                                             | historische Stichwaffe zum Abfangen (Töten) des Hirsches bei der Parforcejagd; in Form eines kürzeren Jagddegens, mit einer Länge von rund 30 bis 40 cm |              |
| Jagdmesser              | | Jagd                                             | |              |
| Kappmesser              | | Fischerei (Walfang)                              | historisches Arbeitsmesser beim Walfang im 18. Jahrhundert; diente zum Kappen von Seilen oder Schlepptauen; ähnelt dem heutigen Takel-, Boots- oder Matrosenmesser (Bild); mit Holzgriff und gerader Klinge mit einer zumeist gerundeten Spitze (um Stichverletzungen aufgrund der Schiffsbewegung zu vermeiden) |              |
| Knicker                 | |                                                  | siehe Nicker |              |
| Knipp                   | Variationen der Hippe im Siegerland; auch: Haubergsknipp                                                                           | Land- und Waldwirtschaft (Haubergwirtschaft)     | |              |
| Leuku                   | (verwandt: Puukko) | Jagd                                             | traditionelles Jagd- und Haumesser der Samen |              |
| Machete                 | | Landwirtschaft (Pflanzenanbau/Zuckerproduktion)  | |              |
| Mora                    | (gleiche Bauart: Puukko) | Jagd (und Allzweckmesser)                        | schwedisches Allzweck- und Jagdmesser nach gleicher Bauart des finnischen Puukko, benannt nach dem schwedischen Produktionsort Mora |              |
| Nicker                  | Knicker, Nickfänger, Genickfänger                                                                                                  | Jagd                                             | |              |
| Nickfänger              | |                                                  | siehe Nicker |              |
| Praxe (Jagd)            | | Jagd                                             | historisches Jagdwerkzeug zum Zerwirken von Wild, teils auch als Standhauer verwendet; in Form eines großen und breiten Haumessers, Klingenlänge bis 40 cm und Klingenhöhe bis 10 cm |              |
| Praxe (Schneitelung)    | Variante der Hippe in Mittel- und Südosteuropa; auch: Braxn, Praxn                                                                 | Land- und Waldwirtschaft (Schneitelwirtschaft)   | historisches, größeres Haumesser in Form einer Hippe, das in Regionen mit wenig Grünland wie im Alpenraum zur Futtergewinnung durch Schneiteln von Futterbäumen verwendet wurde; |              |
| Praxn                   | |                                                  | siehe Praxe (Schneitelung) |              |
| Puukko                  | Finnenmesser (gleiche Bauart: Morakniv / verwandt: Leuku)                                                                          | Jagd (und Allzweckmesser)                        | traditionelles Allzweck- und Jagdmesser der Finnen, wird in einer Scheide am Gürtel getragen; Holzgriffmesser mit relativ kurzer, einschneidiger Klinge mit skandinavischem Schliff und geradem Klingenrücken |              |
| Rebmesser               | Variante der Hippe; auch: Weinmesser                                                                                               | Landwirtschaft (Weinbau)                         | historisches Arbeitsmesser in Form einer kleineren Hippe, das im Weinbau von Winzern zum Beschneiden der Weinstöcke, zum Ausschneiden der Weinbeeren und bei der Lese genutzt wurde; wird seit Einführung der Rebschere um etwa 1950 praktisch nicht mehr verwendet; ausgebildet für einen ziehenden Schnitt, mit einer sichelförmig gebogenen Klinge (mit der Schneide auf der Innenseite) aus geschmiedetem Stahl und einem Griff aus Holz |              |
| Reismesser (Kambodscha) | Reissichel | Landwirtschaft (Reisanbau)                       | traditionelles Werkzeug, das teils bis in die Gegenwart (2020) in Kambodscha bei der Reisernte eingesetzt wird; |              |
| Reißhaken               | Baumreißer | Forstwirtschaft                                  | Messer oder Klappmesser zum dauerhaften und „scharfen“ Markieren von Holz; mit einer U-förmigen, zumeist außen angeschliffenen Klingenspitze; ähnlich wie ein Harzhobel geformt; wurde in der Forstwirtschaft inzwischen weitgehend durch Farbmarkierungen ersetzt |              |
| Reissichel              | |                                                  | siehe Reismesser (Kambodscha) |              |
| Reißmesser              | |                                                  | siehe Harzhobel |              |
| Roncette                | |                                                  | siehe Hippe |              |
| Roncola                 | |                                                  | siehe Hippe |              |
| Säsli                   | Variante der Hippe im Schwarzwald                                                                                                  | Land- und Waldwirtschaft (Reutbergwirtschaft)    | |              |
| Saufänger               | (verwandt: Hirschfänger) | Jagd                                             | Jagdmesser zum Abfangen (Töten) von Schwarzwild; in Form eines schweren, breiten und beidseitig geschliffenen Dolches |              |
| Schneier                | |                                                  | siehe Hippe |              |
| Schweizer Gertel        | |                                                  | siehe Gertel |              |
| Skinner                 | Häutemesser | Jagd                                             | |              |
| Standhauer              | | Jagd                                             | historisches Jagdwerkzeug, mit dem der Stand des Jägers und sein Schussfeld von Bewuchs freigeschlagen wurde (diese Funktion wird heute durch das vielseitigere Waidblatt erfüllt); in Form eines breitklingigen Hiebmessers mit einer langen geraden Klinge, teils mit Sägezahnung |              |
| Speckmesser             | |                                                  | siehe Flensmesser |              |
| Tüllmesser              | | Jagd                                             | historisches Jagdmesser, das durch entsprechende Ausformung des Griffstücks auf die Laufmündung („Tülle“) einer Jagdwaffe aufgesteckt bzw. um diese herum gesteckt werden konnte und so die Reichweite des Messers gesteigert wurde; früher vor allem in Österreich und Tirol gebräuchlich |              |
| Waidbesteck             | | Jagd                                             | traditionelles Set von zwei Messern, bestehend aus einem Waidblatt und einem Nicker (teils auch als Beimesser bezeichnet), die in einer Scheide geführt werden |              |
| Waidblatt               | | Jagd                                             | |              |
| Weinmesser              | |                                                  | siehe Rebmesser |              |